# 강문수 (기업인)
강문수(1972년 5월 ~ )는 대한민국의 기업인이자 CR홀딩스의 대표이사이다.

## 학력
- (美) University of Southern California 학사
- 동국대학교 석사

## 경력
- 2024년 9월 ~ 현재) (주)CR홀딩스 대표이사
- 2024년 3월 ~ 2024년 9월) (주)CR홀딩스 총괄실장 · (주)CR홀딩스 미국법인 법인장(겸직)
- 2023년 7월 ~ 2024년 3월) (주)CR홀딩스 경영전략실장 · (주)CR홀딩스 미국법인 법인장(겸직)
- 2015년 11월 ~ 2023년 5월) 조선내화(주) 미국법인 법인장(겸직)
- 2011년 8월) 조선내화(주) 입사

## 수상
- 2024년 서울특별시 노사관계 발전 유공자 표창
- 1999년 (美) University of Southern California Outstanding Leadership